# قلعة كهنة (زعفرانية)
قلعة كهنة (بالفارسية: قلعه کهنه) هي قلعة تاريخية تعود إلى عصر القاجاريون، وتقع في مقاطعة سبزوار.